# 馬特維·彼得羅夫
馬特維·彼得羅夫（俄语：Матвей Петров，1990年7月16日—）是俄羅斯出生的阿爾巴尼亞競技體操運動員。
2020年他在2020年歐洲男子競技體操錦標賽鞍馬項目奪得金牌。
2021年他代表阿爾巴尼亞參加2020年夏季奧林匹克運動會。

## 外部連結
- 马特维·彼得罗夫在International Gymnastics Federation（英语）
- 马特维·彼得罗夫在Olympedia（英语）